# Menschenrechte in den Vereinigten Staaten

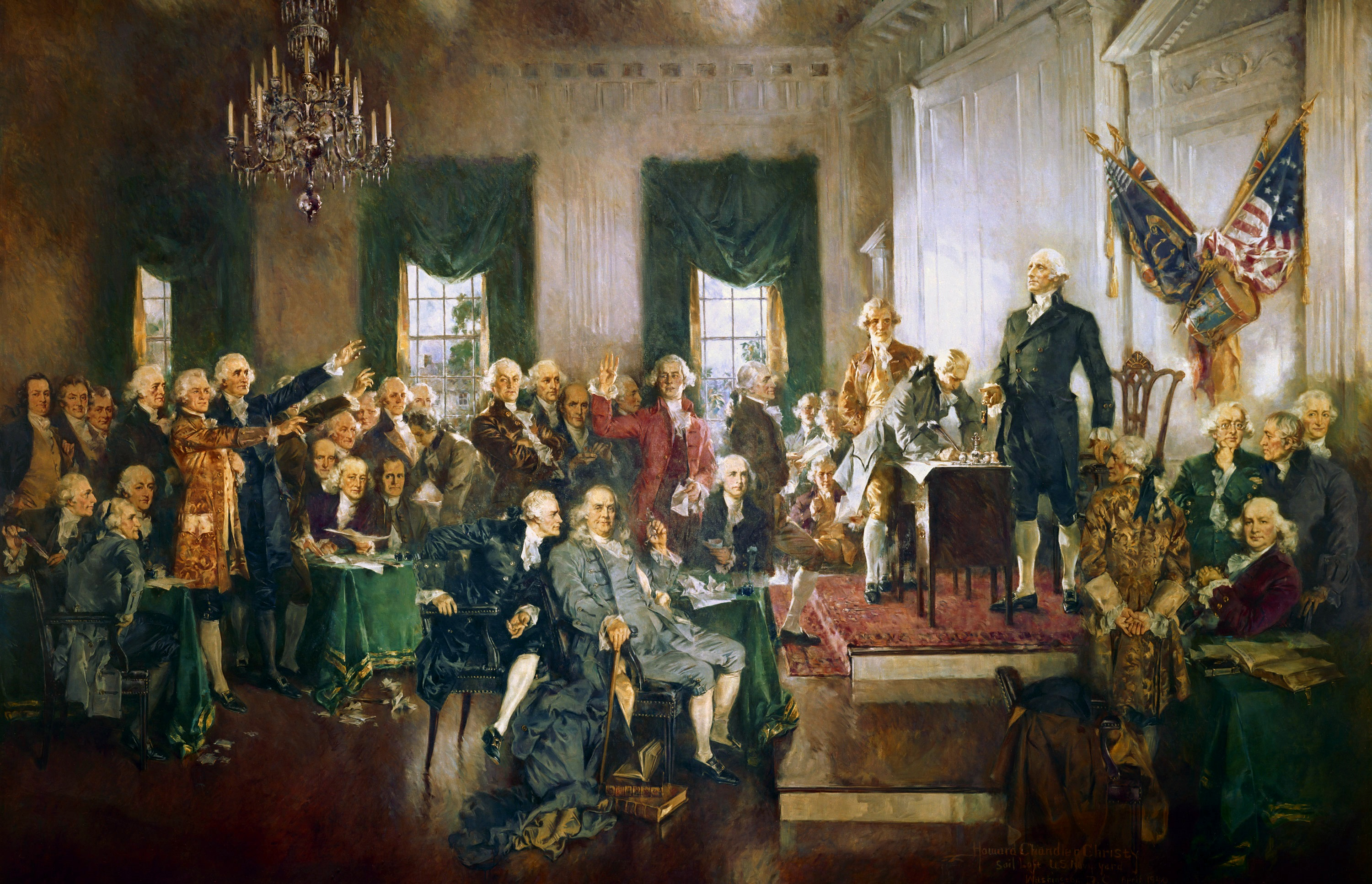
Unterzeichnung der amerikanischen Verfassung an der Philadelphia Convention 1787. Gemälde von Howard Chandler Christy (1940)

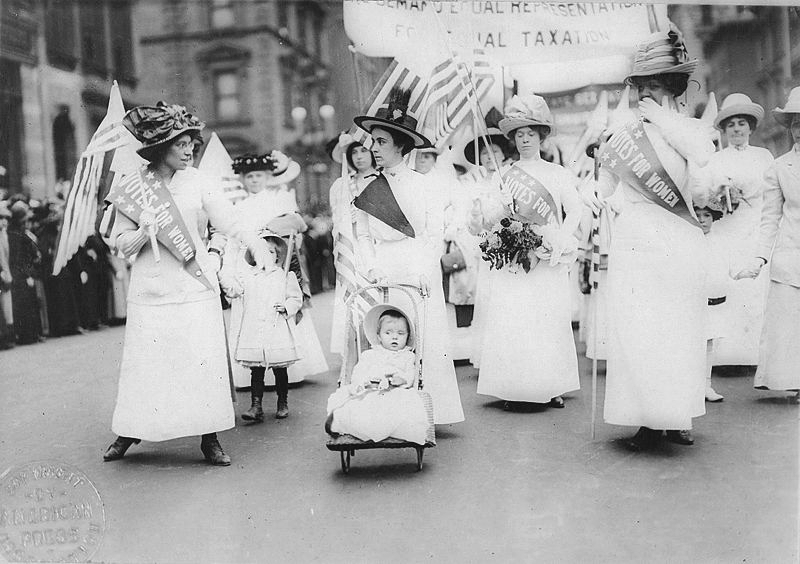
Suffragetten in New York, 1912

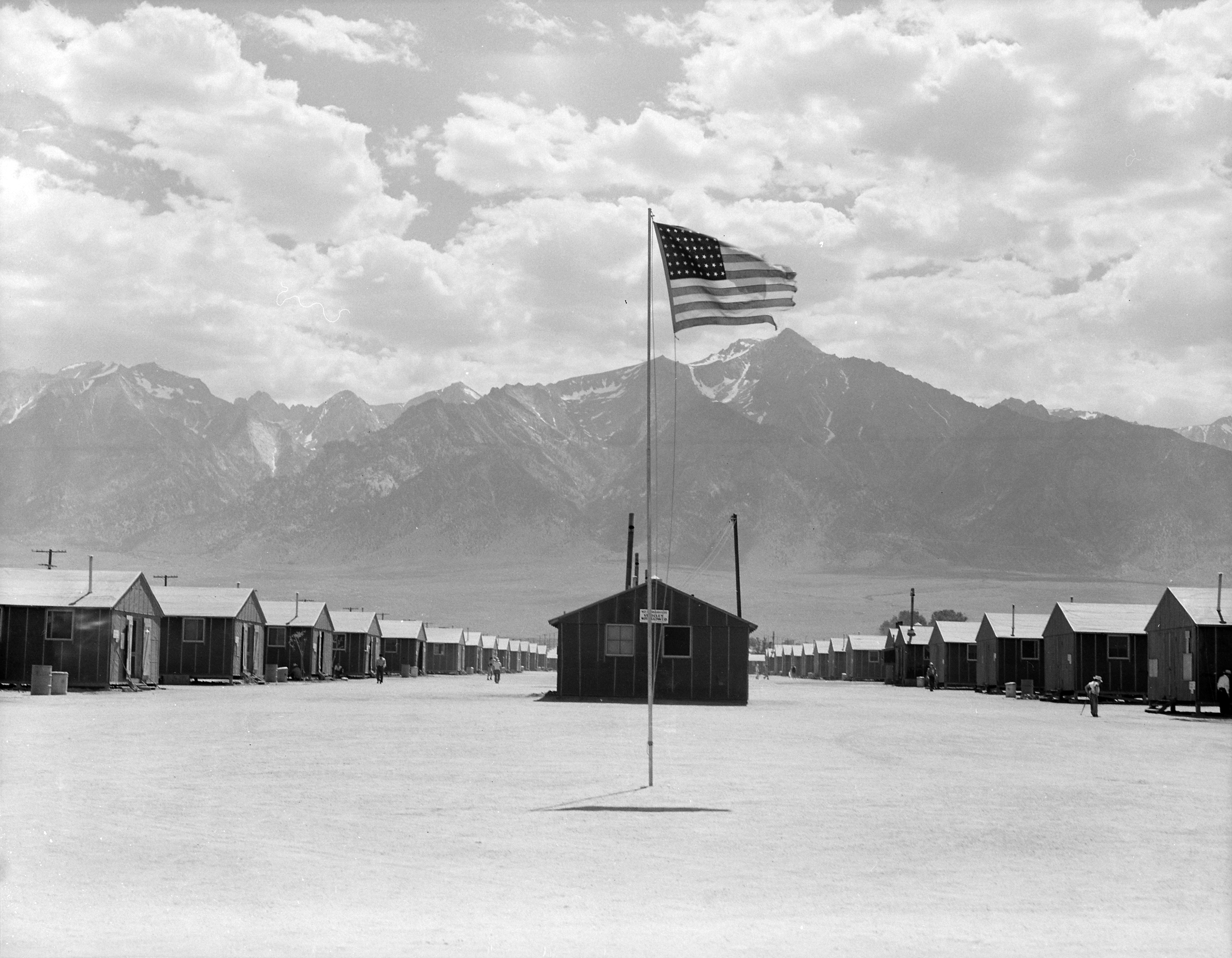
Manzanar War Relocation Center, 1942

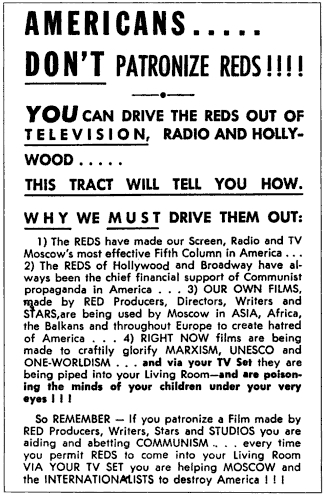
Politische Diskriminierung in der McCarthy-Ära

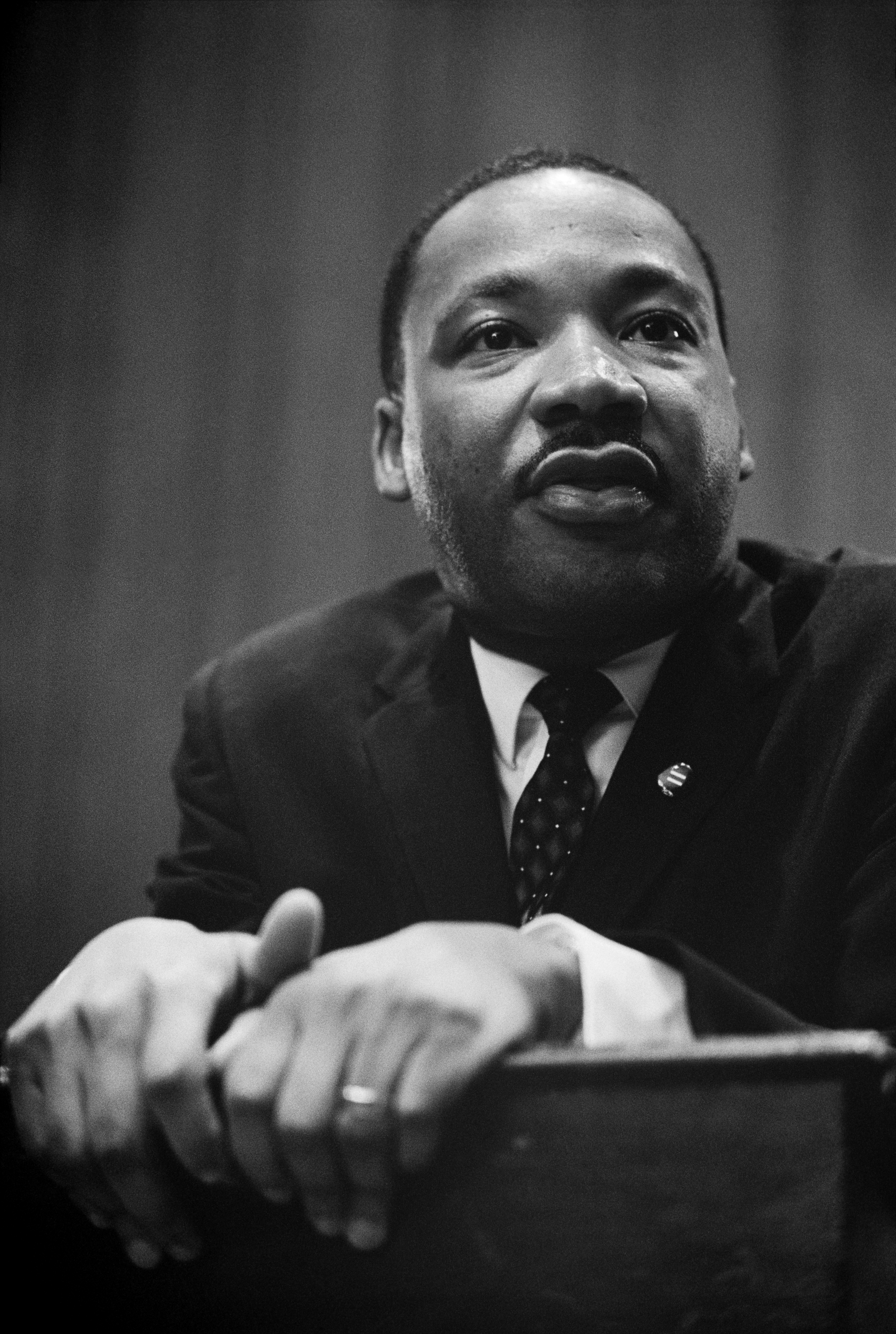
Martin Luther King, 1964

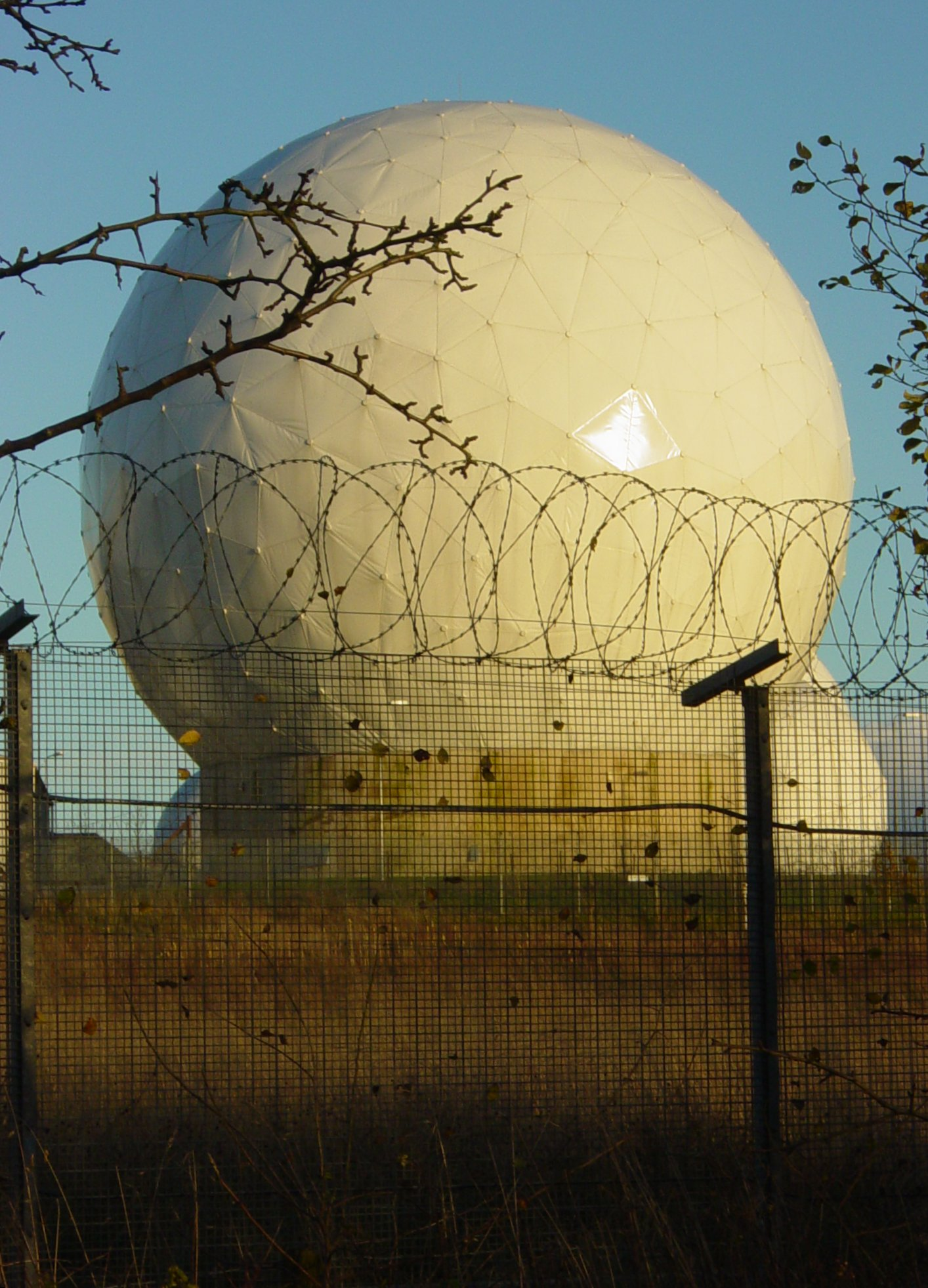
Satelliten-Überwachungsantenne, 2005

Die Menschenrechte in den Vereinigten Staaten werden von der amerikanischen Bundesverfassung und namentlich ihren ersten zehn Zusatzartikeln (der Bill of Rights) garantiert.

## Geschichte
Die Unabhängigkeitserklärung vom 4. Juli 1776 erklärte, dass
„alle Menschen gleich geschaffen sind; dass sie von ihrem Schöpfer mit gewissen unveräußerlichen Rechten ausgestattet sind; dass dazu Leben, Freiheit und das Streben nach Glück gehören.“
„all men are created equal, that they are endowed by their Creator with certain unalienable Rights, that among these are Life, Liberty and the pursuit of Happiness.“
Die Verfassung von 1787 trat 1789 in Kraft, die Bill of Rights stammt aus dem Jahr 1791. Die Sklaverei in den Vereinigten Staaten gab es bis 1865, als sie durch den 13. Zusatzartikel abgeschafft wurde.
Die nicht bindende Allgemeine Erklärung der Menschenrechte wurde 1948 mit der Stimme der USA von der Generalversammlung der Vereinten Nationen in Paris verkündet.
Die USA haben die Amerikanische Menschenrechtskonvention von 1969 im Jahr 1977 unterzeichnet, aber bisher nicht ratifiziert.

## Beseitigung von Diskriminierung
Im Urteil Dred Scott v. Sandford von 1857 stellte der Oberste Gerichtshof fest, dass „Neger“ nicht Bürger der USA sein können. Das Frauenwahlrecht (19. Zusatzartikel zur Verfassung der Vereinigten Staaten) gilt in den USA seit 1920. Aufgrund der Indianerpolitik der Vereinigten Staaten erhielten die Ureinwohner ihre Bürgerrechte erst im Jahr 1924. 
Im Entscheid Brown v. Board of Education wurde 1954 entschieden, dass gemischtrassige Schulen den Gleichheitsgrundsatz der Verfassung verletzen. Der Civil Rights Act of 1964 beseitigte die gesetzliche Rassendiskriminierung von Afroamerikanern auf Bundesebene, im Fall Loving v. Virginia (verfilmt 2016 in Loving) wurde 1967 das Verbot gemischtrassiger Ehen aufgehoben.
Ebenfalls 1967 wurde der Butler Act in Tennessee aufgehoben, der das Unterrichten der Evolutionstheorie unter Strafe stellte und nach dem 1925 der Lehrer John Thomas Scopes im Scopes-Prozess erstinstanzlich zu einer Geldstrafe verurteilt worden war.
Seit 1975 (Urteil Taylor v. Louisiana) ist es Frauen nicht mehr anheimgestellt, ob sie als Geschworene amtieren, wodurch die Beschuldigten seither durch eine ausgewogen zusammengesetzte Jury beurteilt werden.
Der Oberste Gerichtshof entschied 1987 im Fall Edwards v. Aguillard, dass ein Gesetz in Louisiana, wonach das Unterrichten der Evolutionstheorie in öffentlichen Schulen nur erlaubt ist, wenn gleichzeitig auch Kreationismus unterrichtet wird, verfassungswidrig sei. Im Prozess Kitzmiller v. Dover Area School District wurde 2005 entschieden, dass Biologielehrer in Dover (Pennsylvania) auch nicht zum Unterrichten der kreationistischen Auffassung des Intelligent Design verpflichtet werden können.
Im Februar 2014 beschloss der Bundesstaat Arizona ein Gesetz, wonach es Unternehmen erlaubt ist, homosexuelle Kunden aus religiösen Gründen nicht zu bedienen. Die republikanische Gouverneurin Jan Brewer weigerte sich, das Gesetz zu unterzeichnen.
Seit 2015 (Urteil Obergefell v. Hodges) sind gleichgeschlechtliche Ehen auf dem ganzen Gebiet der USA erlaubt.

## Bürgerrechtsverletzungen im Zweiten Weltkrieg
Der Alien Enemies Act von 1798 gibt dem Präsidenten bis heute das Recht, Angehörige von Staaten, mit denen sich die USA im Kriegszustand befinden, verhaften oder abschieben zu lassen.
Im Zweiten Weltkrieg wurden mit der Internierung japanischstämmiger Amerikaner aufgrund der Executive Order 9066 auch rund 75.000 amerikanische Bürger interniert.

## Menschenrechtsabkommen der UNO
Von den Menschenrechtsabkommen der UNO haben die USA bisher folgende Abkommen unterzeichnet und ratifiziert:
| Abkommen                                                                                               | Datum             | Unterzeichnung     | Ratifizierung    |
| --- | ----------------- | ------------------ | ---------------- |
| Internationaler Pakt über wirtschaftliche, soziale und kulturelle Rechte                               | 16. Dezember 1966 | 5. Oktober 1977    | –                |
| Internationaler Pakt über bürgerliche und politische Rechte                                            | 16. Dezember 1966 | 5. Oktober 1977    | 8. Juni 1992     |
| Internationales Übereinkommen zur Beseitigung jeder Form von Rassendiskriminierung                     | 7. März 1966      | 28. September 1966 | 21. Oktober 1994 |
| UN-Konvention zur Beseitigung jeder Form von Diskriminierung der Frau                                  | 18. Dezember 1979 | 17. Juli 1980      | –                |
| UN-Antifolterkonvention                                                                                | 10. Dezember 1984 | 18. April 1988     | 21. Oktober 1994 |
| Kinderrechtskonvention                                                                                 | 20. November 1989 | 16. Februar 1995   | –                |
| Internationale Konvention zum Schutz der Rechte aller Wanderarbeitnehmer und ihrer Familienangehörigen | 18. Dezember 1990 | –                  | –                |
| UN-Konvention über die Rechte von Menschen mit Behinderungen                                           | 13. Dezember 2006 | 30. Juli 2009      | –                |
| UN-Konvention gegen Verschwindenlassen                                                                 | 20. Dezember 2006 | –                  | –                |

Stand vom 27. Juli 2013
Im Juni 2018 verließen die USA den UNO-Menschenrechtsrat.

## Entwicklungen nach 9/11
Nach den Terroranschlägen vom 11. September 2001 haben sich Menschenrechtsverletzungen im Krieg gegen den Terror ereignet. Die berüchtigtsten Fälle sind der Abu-Ghuraib-Folterskandal, die Extraordinary renditions von Verdächtigen zu Black Sites mit der Anwendung von Foltertechniken wie Waterboarding, das Gefangenenlager der Guantanamo Bay Naval Base oder gezielte Tötungen von Terrorverdächtigen mit Drohnen.
Der Bericht des US-Senats über diese Praktiken wurde im Dezember 2014 veröffentlicht.
Um Militär- und Regierungsangehörige vor Strafverfolgung durch den Internationalen Strafgerichtshof zu schützen, wurde 2002 der American Service-Members’ Protection Act in Kraft gesetzt.
Im Juni 2013 wurde durch den Whistleblower Edward Snowden einer weltweiten Öffentlichkeit die systematische, umfassende Fernmeldeüberwachung durch die National Security Agency und die damit verbundene Beeinträchtigung des Fernmeldegeheimnisses bekannt.

## Todesstrafe
Die in industrialisierten Staaten weitgehend abgeschaffte, sowohl von der Amerikanischen als auch der Europäischen Menschenrechtskonvention verbotene Todesstrafe wird von zivilen und militärischen Gerichten der USA verhängt.
Seit 2002 (Fall Atkins v. Virginia) darf sie nicht mehr gegen geistig Behinderte verhängt werden, seit 2005 (Roper v. Simmons) darf sie nicht mehr ausgesprochen werden, wenn die Täterschaft zum Zeitpunkt der Tat jünger als 18 Jahre war.